# بحران مشروعیت

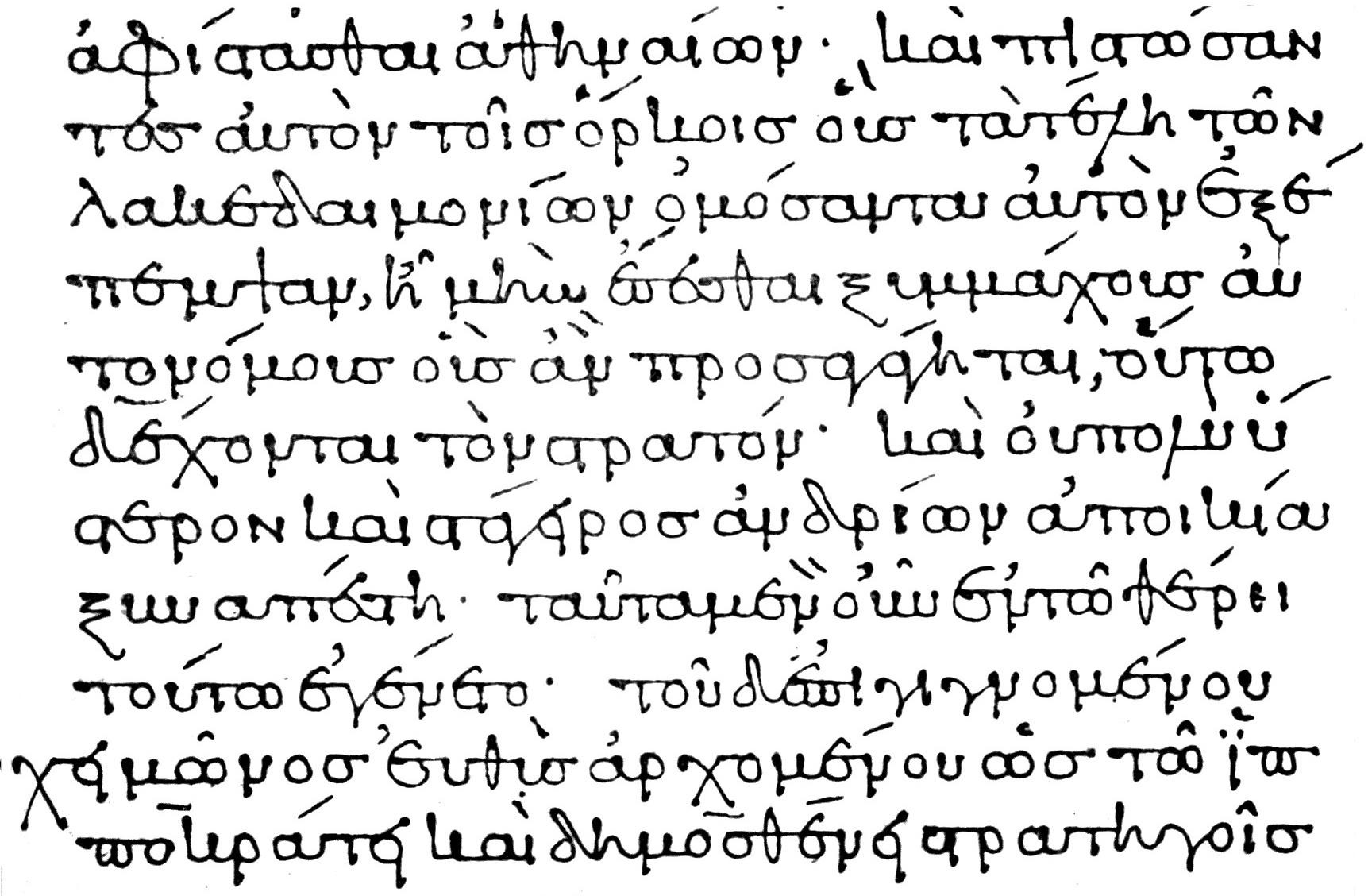
نسخه خطی نوشته‌های توسیدید، که موریس زلدیچ ادعا می‌کند یکی از اولین افرادی بود که در سال ۴۲۳ قبل از میلاد در مورد نظریه مشروعیت نوشت.

بحران مشروعیت به کاهش اعتماد کارکردهای اداری، نهادها یا رهبری یک حکومت اشاره دارد. این اصطلاح اولین بار در سال ۱۹۷۳ توسط یورگن هابرماس، جامعه‌شناس و فیلسوف آلمانی معرفی شد. هابرماس این مفهوم را بسط داد و مدعی شد که با یک بحران مشروعیت، یک مؤسسه یا سازمان یا حاکمیت توانایی اداره ساختارهای مؤثر در دستیابی به اهداف نهایی خود را ندارد. خود این اصطلاح توسط سایر محققان به هم قلمرو سیاسی و همین‌طور ساختارهای سازمانی و نهادی یا تجاری نیز تعمیم داده شده است. در حالی که در میان دانشمندان علوم اجتماعی هنگام ادعای وجود بحران مشروعیت اتفاق نظر وجود ندارد، روش غالب برای اندازه‌گیری بحران مشروعیت، در نظر گرفتن نگرش عمومی نسبت به سازمان یا حاکمیت مورد بحث است.

## مشروعیت
با توجه به تئوری سیاسی، زمانی یک حکومت مشروع تلقی می‌شود که شهروندانش به آن به‌چشم نظامی دارای قدرت سیاسی و اعمال درست آن نگاه کنند و بر این توانایی اتفاق‌نظر داشته‌باشند. در حالی که این اصطلاح فراتر از قلمرو سیاسی وجود دارد، زیرا جامعه‌شناسی، فلسفه و روان‌شناسی را در بر می‌گیرد، مشروعیت اغلب با توجه به بازیگران، نهادها و نظم‌های سیاسی که آنها را تشکیل می‌دهند، اطلاق می‌شود. به عبارت دیگر، بازیگران، نهادها و نظم‌های اجتماعی را می‌توان مشروع یا نامشروع دانست. وقتی بازیگران سیاسی درگیر فرایند مشروعیت می‌شوند، تمام هم‌وغم‌شان می‌شود کسب بیشتر مشروعیت برای خود و نهاد یا حزب متبوعشان. به گفته موریس زلدیچ جونیور، جامعه‌شناس، نظریه‌های مشروعیت ۲۴ قرن را در بر می‌گیرد و با تاریخ جنگ پلوپونزی توسیدید شروع می‌شود.

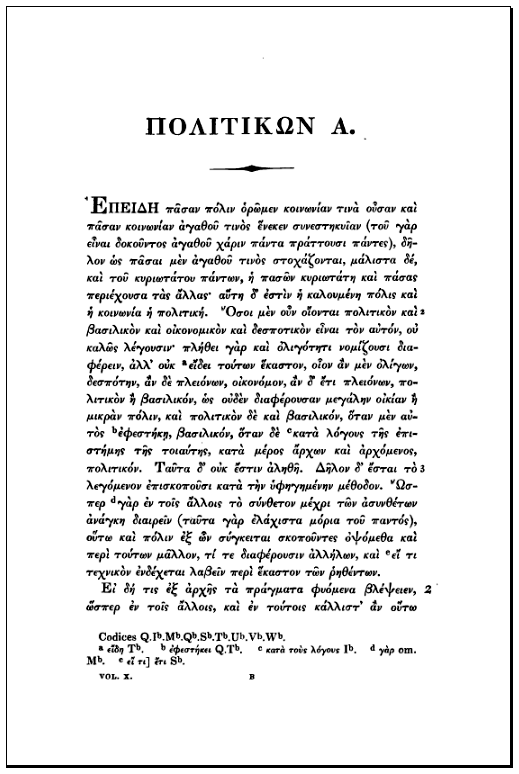
صفحه اول سیاست ارسطو حدوداً. ۳۳۵–۳۲۳ قبل از میلاد